# Cappella della Società Romana Gas
Cappella della Società Romana Gas är ett dekonsekrerat kapell i Rom, beläget vid Via del Commercio i Quartiere Ostiense. Kapellet var ursprungligen helgat åt den helige Benedikt.
Kapellet i gult tegel, uppfört år 1916, är beläget vid Gazometro di Roma, en gasklocka, invigd år 1937. Kapellets längdaxel är parallell med gatan. Ovanför ingångsportalen sitter ett litet rundbågefönster. Fasadens tympanon har tandsnitt. Den enkla kampanilen i en våning har toskansk-doriska pilastrar.

## Kommunikationer
- Tunnelbanestation – Roms tunnelbana, linje  Piramide

### Webbkällor
- ”San Benedetto fuori Porta San Paolo” (på italienska). info.roma.it. Arkiverad från originalet den 27 april 2022. https://archive.ph/Tiwtf. Läst 27 april 2022.
- ”San Benedetto al Gazometro” (på italienska). Churches of Rome Wiki. Arkiverad från originalet den 27 april 2022. https://archive.ph/SrwEw. Läst 27 april 2022.